# 松本龍 (政治家)
松本 龍（まつもと りゅう、1951年〈昭和26年〉5月17日 - 2018年〈平成30年〉7月21日）は、日本の政治家、部落解放運動家。位階は従三位。
衆議院議員（7期）、環境大臣（第15代）、内閣府特命担当大臣（防災担当）、復興対策担当大臣（初代）、衆議院国会等の移転に関する特別委員長、衆議院環境委員長、衆議院政治倫理審査会会長、民主党選挙対策委員長（第4代）、部落解放同盟副委員長などを歴任。

## 来歴

### 生い立ち
福岡県福岡市出身。実家は養祖父の代からの福岡のゼネコンの松本組で、弟・優三が社長である。2011年時点で筆頭株主で、大臣就任前には自身も顧問を務めた。　
祖父の松本治一郎は、全国水平社を率いて活動し、国家権力の弾圧も受けたが、水平社解散命令にも屈せず、「部落解放の父」と呼ばれた。
福岡市立馬出小学校から福岡市立福岡中学校・福岡県立福岡高等学校に進む。高校時代は新聞部長を務め、「とにかく時間にうるさいことで有名だった」といわれる。 生徒会長選挙にも立候補したが、西田藤二（元福岡市議）に敗れた。 3年浪人して中央大学に入学、法学部政治学科を卒業。弟2人と妹1人がおり、父英一は優秀であった次男に国会議員の後を継がせようと考えていたが、1972年10月1日、当時大学1年生であった次男が銀座の路上で心不全を起こして急死したため、長男である龍が父の後を継ぐことになった。
大学卒業後は実家の松本組に入社し、父の補佐、不動産の管理、営業などを担当していたが、30歳の頃、自ら副業として保険の代理店を始めた。かたわら、1980年、父松本英一（参議院議員）の秘書として政治の現場に入る。

### 政界入り
1990年の第39回衆議院議員総選挙に日本社会党公認で立候補し初当選。以後7回連続当選（現在の福岡1区）。
1996年に社会民主党を離党して旧民主党結党に参加した。日韓議員連盟常任幹事に就任。国鉄労働組合のJR採用差別闘争に連帯していた。
2008年度の国会議員の所得公開で国会議員で圧倒的トップの8億4366万円の所得を得ていたことが伝えられた。

### 菅政権

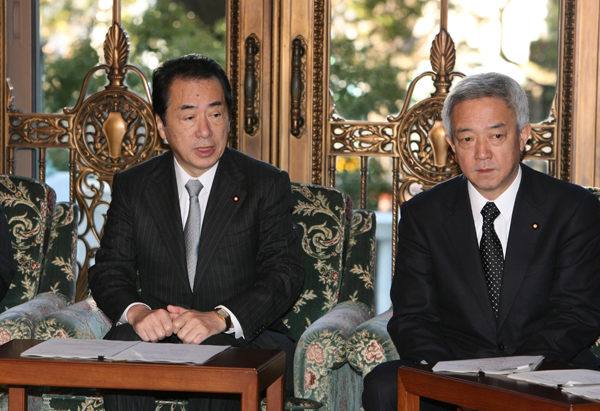
2011年2月、閣僚会議で内閣総理大臣菅直人と

2010年9月17日、菅直人第1次改造内閣において環境大臣兼内閣府特命担当大臣（防災担当）に就任し、初入閣。内閣府特命担当大臣（防災担当）と環境大臣を兼任するのは異例。
2010年9月29日、現役閣僚の環境大臣として中国建国61周年を祝うレセプションに出席した。
同年10月に行われた第10回生物多様性条約締約国会議（COP10）の議長を務め、議長案採択にこぎつけた。
2010年の閣僚資産公開では保有資産が7億6073万円と公表された。菅内閣の閣僚の中でも突出してトップであると報じられ、2位の鹿野道彦農林水産大臣の5968万円を大きく引き離した。資産のうち7億3119万円が不動産資産で、福岡空港周辺の土地を多く所有していることが伝えられた。
翌2011年発足の菅直人第2次改造内閣でも留任。2011年3月11日に発生した東日本大震災以降は、内閣府特命担当大臣（防災担当）として対応にあたる。

### 復興担当相就任
2011年6月24日、東日本大震災復興基本法の公布・施行に伴い、6月27日、復興担当大臣（復興対策本部長）に就任した。防災担当大臣は引き続き兼務する一方、環境大臣は退任し江田五月に引き継いだ。28日の記者会見において復興本部を「チーム復興、チームドラゴン」と呼んだことが話題となる。しかし後述するように、7月3日に岩手県・宮城県を訪問した際の村井嘉浩宮城県知事に対する発言などが問題となり、連日大きく報道され、7月5日には引責辞任する事態に発展した。産経新聞は号外を発行し「わずか9日目での目玉閣僚の辞任は」「菅内閣の”落日”の象徴」と報じた。
2011年7月11日、九州大学病院に入院。主治医団は「軽度の躁状態」と発表、復興対策担当相辞任に至った言動について「一部は躁状態が関係した可能性が高い」との見方を示した。9月20日退院。

### 復興担当相辞任後
2012年1月、野田政権において衆議院政治倫理審査会長に就任。
2012年第46回衆議院議員総選挙では、俳優の菅原文太が応援に駆けつけたが、福岡1区では1位の井上貴博（自民）に6万票以上の大差で敗れ、2位となったみんなの党の新人・竹内今日生にも8400票近い差を開けられる3位の得票数だったため、比例九州ブロックでの復活当選もならず落選。惜敗率はわずか38%であった。日本社会党所属時の1990年、第39回衆議院議員総選挙において中選挙区時代の旧福岡1区から初当選して以来、小選挙区制となった第41回総選挙以降も継続し7期連続で守り続けてきた自らの議席を失うこととなった。
2014年10月21日、次期総選挙に立候補しないことを表明した。
2018年7月21日午前0時55分、肺がんのため、福岡市内の病院で死去、67歳。叙従三位、旭日大綬章追贈。

## 政策

### 環境
生物多様性条約締約国会議
2010年に愛知県名古屋市で開催された第10回生物多様性条約締約国会議では、議長に就任した。しかし、先進国と発展途上国の主張が激しく対立し、最終日まで合意に至らない状況となった。この事態を受け、松本は「最後の一秒までやります」と述べ、最終日に各国に対して議長案を提示した。しかし、最終日まで対立が解けない状況での議長案の採決には懐疑的な見方も強く、環境省内部でも大臣に恥をかかせて終わるのではないかと懸念の声が挙がるなか、議長案の作成が急遽進められた。
最終的に各国は松本の議長案を微修正のうえで受け入れることで合意し、「名古屋議定書」として採択された。また、2020年までの世界目標も修正案がまとまり、議長提案により「愛知ターゲット」と呼称されることが決まった。そのほか、資金動員戦略関連の文書も全て採択された。

### 防災・災害復興
東日本大震災復興構想会議
五百旗頭真を議長として構成される「東日本大震災復興構想会議」について、審議が東京都内で行われている点を指摘し「これから東北でやるというぐらいの気持ちがなきゃダメ。東北でやるべきだ」と主張するなど、被災地で開催することで実態に即した議論がなされるよう促した。
消防団の充実
消防団活動については「地域のかなめ」と位置付けており、消防団の充実や活性化を主張している。ニッポン放送の『おはよう! ニッポン全国消防団』には消防団員の法被を着用して自ら出演し、消防団の重要性を説いた。

### 永住外国人への地方参政権付与推進
- 永住外国人への地方選挙権付与にどちらかと言えば賛成[35]。

### その他
- 選択的夫婦別姓制度の導入に賛成[36]。

## 発言

### 「一日も早く退陣した方がよい」発言
2011年6月3日、内閣総理大臣菅直人が退陣する意向を表明するとともに、衆議院本会議で内閣不信任決議案が否決された。その翌日、焦点に浮上した菅の退陣時期について、松本は「復旧復興を急がないといけないということから言えば、（菅内閣は）一日も早く退陣した方がよいとの文脈になると思う」と発言した。さらに「6月いっぱいというのが私の中にはある。復興基本法案や二次補正予算案の編成あたりがめどだ」と述べた。

### 「民主も自民も公明も嫌いだ」発言
2011年6月28日、復興相就任会見の席上で「3月11日以来、私は民主も自民も公明も嫌いだ」と発言。このことが自民党や公明党から「復旧・復興の中心に立つべき人が与野党の協力が必要ないと考えているならば任に当たる資格無しだ」（逢沢一郎）、「信じられない言葉だ。松本氏はどうかしてしまったのか」（漆原良夫）といった反発を呼び、7月1日、発言を謝罪した。

### 岩手、宮城両県知事への暴言とメディアへの脅迫・沈黙の強要、大臣辞任へ
2011年7月3日に復興担当相就任後初めて被災地入りし、岩手県で達増拓也知事、宮城県で村井嘉浩知事との会談を行った。その際の暴言が問題となり、7月5日に復興相と防災相を辞任することになった。当時は、震災の鎮魂と復興を願って7月16日、17日に初めて開催される第1回「東北六魂祭」（宮城県仙台市）の直前準備の時期だった。
問題となった発言は以下のとおり：
達増知事に対して
- 「九州の人間だから、何市がどこの県とか分からん。」
- 「本当は仮設はあなた方の仕事だ。」（仮設住宅の要望をしようとする達増に対して）
- 「知恵を出したところは助けるけど、知恵を出さないやつは助けない。そのくらいの気持ちを持て。」

村井知事に対して
- 「県でコンセンサスを得ろよ。そうしないと、我々は何もしないぞ。ちゃんとやれ。」（被災した漁港を集約するという県独自の計画に対して）
- 「今、あとから入って来たけどお客さんが来るときは、自分が入ってからお客さんを呼べ。いいか、長幼の序がわかってる自衛隊ならそんなことやるぞ。わかった？ しっかりやれよ。」（公務として県の要望などを聞く立場で訪れながら自身を客の立場と誤認する考えられない場違いな発言をし、応接室に村井知事が後から入ってきたことに対して叱責した。また、村井知事は元陸上自衛官である。この発言に先立って松本は「先に（知事が部屋に）来るのが筋だよな。お迎えするのがね。」とつぶやいていた。）
- 上記発言に続けて、「今の最後の言葉はオフレコです。いいですか、みなさん、いいですか、『書いたらもうその社は終わり』だから。」
同日、東北放送（本社所在地・宮城県仙台市太白区、TBS系列）が宮城県庁での会談内容をニュースで報じた[42]ことをきっかけに、両知事に対する発言の数々が報道された[47]。
松本は「（村井知事が）3、4分出てこなかった。だから怒った」としたが、松本が応接室内で待った時間は1分27秒（TBS調べ）であった。また、村井知事は「時間通り」に入室していた[48]。松本は応接室で待たされ、知事が出迎えなかったことに腹を立て握手を拒否したが、これは通常の応対に過ぎず、村井知事も「社会通念上、このような接遇が正しいと理解している」と述べている[48][49]。

これら一連の発言について、村井知事が「国と地方自治体には主従関係はない」と不快感を示したほか、被災地や野党から反発・非難の声、首相官邸や民主党への抗議電話も相次いだ。
数日の間にこのような中傷や暴言を繰り返したが、松本をよく知る人は「おとなしい、いい人です」「あんなしゃべり方初めて聞いた」と話しており、この一連の発言は菅首相を退陣へ追い込むためにわざと発言したのではないかと報じているメディアもある一方、高校時代の同級生は「今回の発言は別に驚かないです。昔から松本龍は松本龍。高校時代から、あんな感じでしたよ」とも発言している。
2011年7月4日、被災地知事への発言を問題視された後の記者会見では「私は九州の人間ですけん、ちょっと語気が荒かったりして、結果として被災者の皆さんを傷つけたということであればおわび申し上げたい」「私はちょっと（血液型が）B型で短絡的なところがあって、私の本意が伝わらないという部分があるということは、反省しなければならない」と謝罪し、「何市がどこの県とか分からん」発言については「発災以来、ずっと東北の問題に関わり、福島、岩手、宮城に行き、すべての市町村の名前を知っている。知らないわけがない。九州からみれば東北は広いなあという思いがありしっかり取り組むという意味で言ったが曲解されたと思う」と釈明した。欧州メディアからは「失敗を血液型のせいにできるのか」といった反応があった。BBC東京特派員のローランド・バークは、松本の弁明の解説として「血液型のせいにするなど荒唐無稽に聞こえるかもしれないが、日本では血液型は性格に影響すると信じられている」とコメントしている。
当初「辞めない」としていたが、5日朝に菅直人総理大臣と会談し「一連の発言で被災地に迷惑をかけており、国会運営だけでなく復興にも支障をきたす可能性がある」との理由で辞表を提出。その後の記者会見では辞任理由について「個人的都合」としたが詳細については「話せません」と答えた。この席での「謎掛けをしようと思った」との発言について産経新聞は「真意分からず、最後まで『謎』だった」と報道した。また「岩手で見た子どもたちの作文集を百冊購入して、みんなに売りつけようと思ったが、最後なのでプレゼントします」との発言については東京新聞で「真意をはかりかねる発言」と報じられた。

#### 関係者の反応
7月5日付の河北新報は、3日の会見に対する4日の関係者の反応を報じている。民主党宮城県連の幹事長だった宮城1区の郡和子が「松本氏は当たり前のことを指摘したまで」「ことさらこの問題を取り上げて復興が遅れてはいけない」と発言する一方、同じく民主党宮城3区の橋本清仁は「被災地の人間としてがっかりだ」「復興担当大臣として被災者の身になって発言してほしい」と批判した。自民党宮城県連は発言への抗議文を発表し、「極めて高圧的。被災住民の苦悩を理解していない」と怒りを表した。自民党宮城県連には発言を問題視する電話が100件以上寄せられたとされ、岩手県庁にも発言に抗議する意見が相次いだ。また、郡和子の発言は擁護と受け止められ、松本への批判に加え郡自身への抗議の電話やメールが相次ぎ、郡は自身のブログで謝罪した。

#### 辞任後
7月9日には後任の平野達男復興担当大臣が、岩手、宮城を訪問し両県知事と会談、松本の「放言」を陳謝して関係修復に努めた。
8日に福岡に戻った松本は、11日、「休養のため」福岡市内の病院に入院した。報道機関などからの問い合わせが相次いだため、家族の要請で、入院先である九州大学病院の病院長らが14日に会見を開き「気分障害で軽度の躁状態」と発表した。主治医団長で気分障害が専門の神庭重信教授が「震災対策で」「気分障害が誘発されたと思われる」と説明。発症時期は「6月初めぐらい」、7月初めの被災地での言動について「一部は躁状態が関係した可能性が高い」との見方を示した。
その後松本は、9月20日に九州大学病院を退院し、地元福岡の行事に顔を出している。10月21日の臨時国会開会式では、席が自由だったにもかかわらず菅直人と谷垣禎一に寄り添うように両者と並んで座り、週刊新潮2011年11月3日号は「松本さんが菅さんに寄り添っていたのには驚いた。だって彼は復興相就任の直前、ずっと菅批判をしていた。憚ることなく"早く辞めろ"と言っていたのですからね」といった批判を掲載した。

## 批判

### 東日本大震災時の対応への批判
2011年3月11日の東北地方太平洋沖地震、並びに福島第一原子力発電所事故の松本の対応について、週刊現代は「官邸に引きこもって閣議後の定例会見すら開かない。取材対応も記者との立ち話程度で、原発のことを聞くと「私は担当じゃないから」と逃げる。何をやってるのかさっぱり分からない」（匿名の全国紙政治部記者）、「官邸の危機管理センターに詰めていた松本氏がまったくの役立たずで、自衛隊の初動が遅れた」（匿名の全国紙政治部デスク）、「防災担当相として松本がやるべき仕事はほとんど仙谷由人官房副長官が行っており、松本は単なるお飾りと化している」（匿名の官邸スタッフ）などの声が上がっているとしている。この点に関連して、松本自身は7月3日の岩手県知事との会談で「私はボーッとしていたけど、みんなでやってくれた」と述べている。

### 小池晃による批判
2011年7月4日、共産党の小池晃はツイッターで、「内容も口調も人間として最低。大臣はもちろん国会議員の資格なし」「『書いたら終わりだぞ』というマスコミ恫喝は、部落解放同盟の地金が出たものでしょう」と松本が部落解放同盟の副委員長を務めていることを引き合いに出して批判した。

### 利権問題
福岡空港は、空港用地の地権者である松本組を含む地主への地代総額が年間80億円にも達し、相場を度外視した地代のために毎年地代分の赤字を計上しているという。しかも「同和問題の解消に資するため」に固定資産税の課税は免除されてきた。

## 所属団体・関連団体・議員連盟
- 民主党たばこ産業政策議員連盟（副会長）[74] - 自身も喫煙者だった[75]。
- 公益社団法人日本中国友好協会（副会長）
- 戸籍法を考える議員連盟（呼びかけ人）
- 新政局懇談会
- 人権政策推進議員連盟（副会長）

## 著書
- 『環境外交の舞台裏』 2011年5月、日経BP社発行、日経BP環境経営フォーラム編 ISBN 4822208648

## 家族、親族
養祖父は「部落解放の父」と呼ばれた松本治一郎。父は元参議院議員の松本英一。
- 養祖父：松本治一郎（政治家・実業家）
- 父：松本英一（政治家・実業家）
- 義理の三従兄：楢崎弥之助（衆議院議員）